# 메간 워드

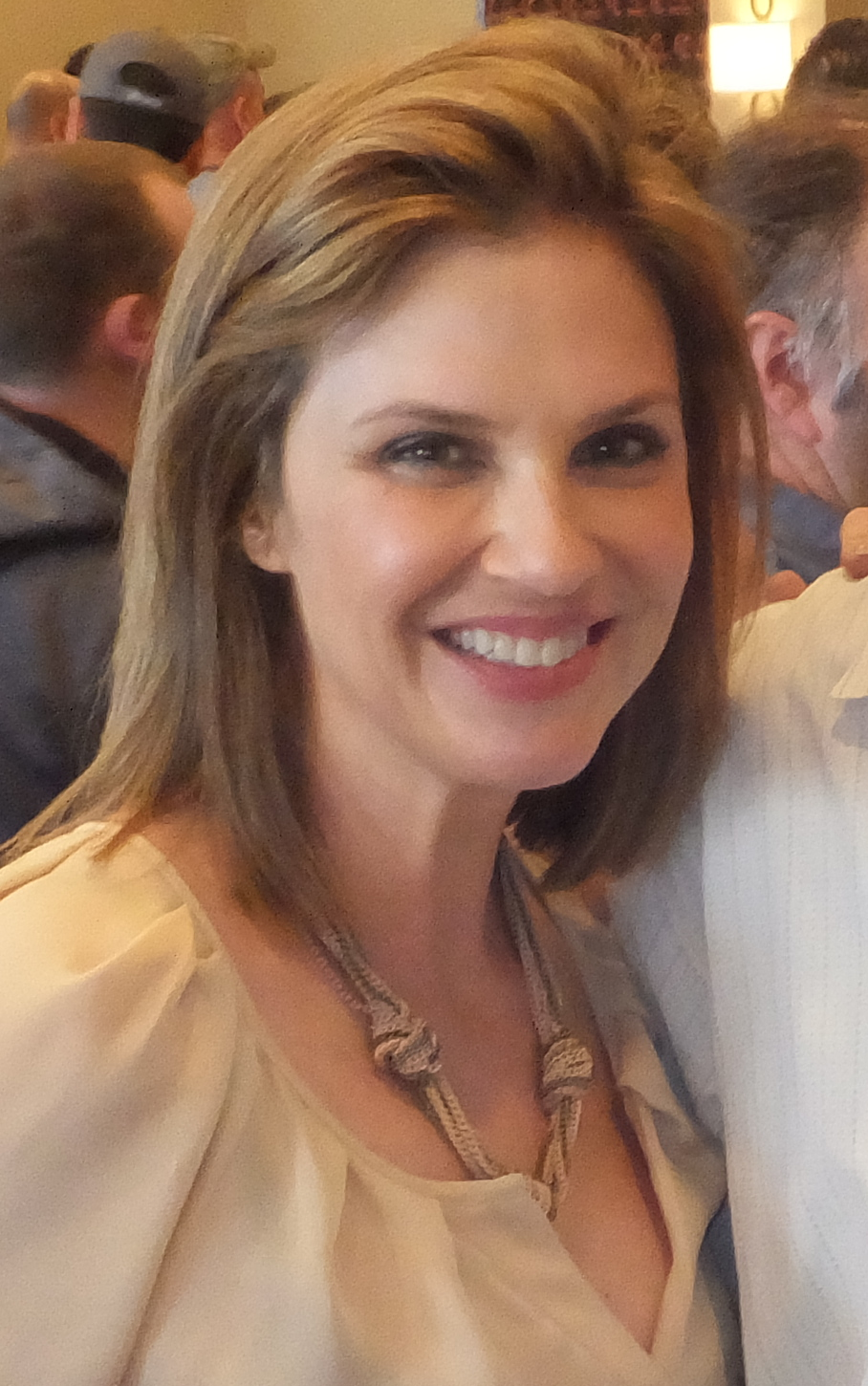

메간 워드(Megan Ward, 1969년 9월 24일 ~ )는 미국의 배우, 모델이다.
로스앤젤레스에서 태어났다.

## 출연 작품
- 슬리퍼 셀 (2005년)
- 틱 톡 (2000년)
- 레이티드 X (2000년)
- 돈 룩 다운 (1998년)
- 조의 아파트 (1996년) - 릴리 도허티 역
- 글로리 데이즈 (1995년)
- 브래디 펀치 (1995년)
- 캠퍼스 대소동 (1994년)
- 프렌즈 (1994년)
- 아케이드 (1993년) - 알렉스 역
- 프릭스 대모험 (1993년)
- 트랜서 3 (1992년)
- 아미티빌 6 (1992년)
- 원시 틴에이저 (1992년) - 로빈 스위니 역
- 트랜서 2 (1991년)
- 사막의 살인 병기 (1990년)

### 텔레비전
- NCIS 시즌3
- CSI 과학수사대 시즌5
- CSI 마이애미 시즌3
- 다크 스카이
- 다크 스카이 (1996년)
- 헤븐 허스트의 신입생 (1993, Class of '96)
- CSI 라스베가스 시즌1 (2000년)